# Red Special (album)
Red Special is een extended play van de Britse gitarist Brian May, bekend van de rockgroep Queen. Het album bestaat uit livetracks die zijn opgenomen tijdens het Europese deel van zijn Another World Tour, edits van het album Another World en B-kanten. Het album werd alleen uitgebracht in Japan om het Japanse deel van de Another World Tour te promoten. De naam Red Special is afkomstig van de bijnaam van de gitaar van May.

## Tracklijst
1. "On My Way Up (Live in Parijs, Juni 1998)" (May)
2. "Why Don't We Try Again" (May)
3. "Maybe Baby" (Petty/Hardin)
4. "Business (USA Radio Mix Uncut)" (May)
5. "Another World" (May)
6. "Only Make Believe" (Twitty/Nance)
7. "Hammer To Fall (Live in Parijs, Juni 1998)" (May)
8. "Brian Talks (A Tribute to Cozy Powell)"